# Lactarius rubiginosus
Lactarius rubiginosus é um fungo que pertence ao gênero de cogumelos Lactarius na ordem Russulales. Encontrado na Zâmbia, foi descrito cientificamente pela micologista Annemieke Verbeken em 1996.